# Thomas Hardy (marineofficier)
Thomas Masterman Hardy (Kingston Russell, 5 april 1769 – Greenwich, 20 september 1839) was een marineofficier van de Royal Navy. Hij had de rang van viceadmiraal en was een naaste medewerker van admiraal Horatio Nelson. Tijdens de Franse revolutionaire en napoleontische oorlogen nam hij deel aan de slag bij Kaap Sint-Vincent (1797), die paste binnen de Eerste Coalitieoorlog, de Slag bij de Nijl (1798), die kaderde binnen de Franse mediterrane campagne van 1798, de slag bij Kopenhagen (1801), onderdeel van de Tweede Coalitieoorlog, en de Slag bij Trafalgar, die deel uitmaakte van de Derde Coalitieoorlog. Later nam hij ook deel aan de Oorlog van 1812.

## Militaire carrière

### Franse mediterrane campagne van 1798
In mei 1797 promoveerde Hardy tot commandeur van de HMS Mutine. In deze hoedanigheid geraakte Hardy betrokken bij de Franse mediterrane campagne van 1798. Onder Hardy's bevel vervoegde de HMS Mutine de vloot van Thomas Troubridge, die zich op zijn beurt bij Horatio Nelson voegde nabij Toulon in juni 1798. Rond die tijd werd de exacte locatie van Napoleon Bonaparte achterhaald, waarop de Britten koers zetten naar Egypte, waar zij uiteindelijk nog voor de Fransen arriveerden. Eenmaal Hardy in Egypte aankwam, waarschuwde hij de lokale Ottomaanse gouverneur voor de aankomende Fransen. Die sloeg deze berichten echter in de wind. In de Baai van Aboukir kwam het vervolgens op 1 augustus 1798 tot een heuse zeeslag tussen de Britten en de Fransen, de Slag bij de Nijl. De Franse vloot onder leiding van François Paul de Brueys d'Aigalliers werd er verslagen. Nadien stuurde Nelson zijn vlaggenkapitein Edward Berry naar huis. Nelson benoemde Hardy als diens opvolger. Op die manier kreeg Hardy het bevel over de HMS Vanguard, op 2 oktober 1798.
Later vervoerde de HMS Vanguard koning Ferdinand I der Beide Siciliën, de koning van Napels, en de Britse ambassadeur aldaar, sir William Hamilton en zijn vrouw Emma van Napels naar het veiligere Sicilië in december 1798. De koning en de ambassadeur dienden te vluchten uit het koninkrijk Napels, nadat het veroverd was door de Fransen, de monarchie er was afgeschaft en de Parthenopeïsche Republiek er werd geïnstalleerd.

### Slag bij Trafalgar
Hij diende als vlaggenkapitein bij admiraal Nelson en voerde het bevel over diens HMS Victory tijdens de Slag bij Trafalgar in oktober 1805. Terwijl Nelson en Hardy aan dek op en neer liepen, werd Nelson neergeschoten. De opmerking van de stervende Nelson "Kiss me, Hardy" was aan hem gericht. Nelson stierf in aanwezigheid van Hardy. Hij had hem gevraagd om geen zeemansgraf te krijgen, maar in Groot-Brittannië te worden begraven, hetgeen zo gebeurde.

### Oorlog van 1812
Tevens was Hardy actief in de Oorlog van 1812, een conflict tussen de Verenigde Staten en het Verenigd Koninkrijk. Op 11 juli veroverde hij er Fort Sullivan in Eastport, gelegen in de deelstaat Maine.

### Nadagen van zijn carrière
Hardy werd in november 1830 First Sea Lord. Hij weigerde in die hoedanigheid parlementslid te worden, en ijverde voor de invoering van door stoom aangedreven oorlogsschepen. Hardy trad in augustus 1834 af om gouverneur van het Greenwich Hospital te worden, een marinehospitaal. Op 10 januari 1837 promoveerde Hardy tot viceadmiraal.

## Privéleven
Op 17 november 1807 huwde Hardy met Louisa Emily Anna Berkeley, dochter van admiraal Sir George Cranfield Berkeley. Ze hadden drie dochters:
- Louisa Georgina Hardy, geboren op 7 december 1808, overleden in 1875.
- Emily Georgina Hardy geboren op 30 december 1809, overleden op 8 April 1887, gehuwd in 1850 met William Pollett Brown Chatteris (1810–1889).[8]
- Mary Charlotte Hardy geboren op 20 maart 1813, gehuwd in 1833 met Sir John Atholl Murray Macgregor, overleden in 1896.

## Overlijden
Thomas Hardy stierf in Greenwich op 20 september 1839. Hij is begraven in de officierstombe in het thans grotendeels geruimde Greenwich Hospital Cemetery, direct ten westen van het National Maritime Museum.

Monumenten voor Thomas Hardy
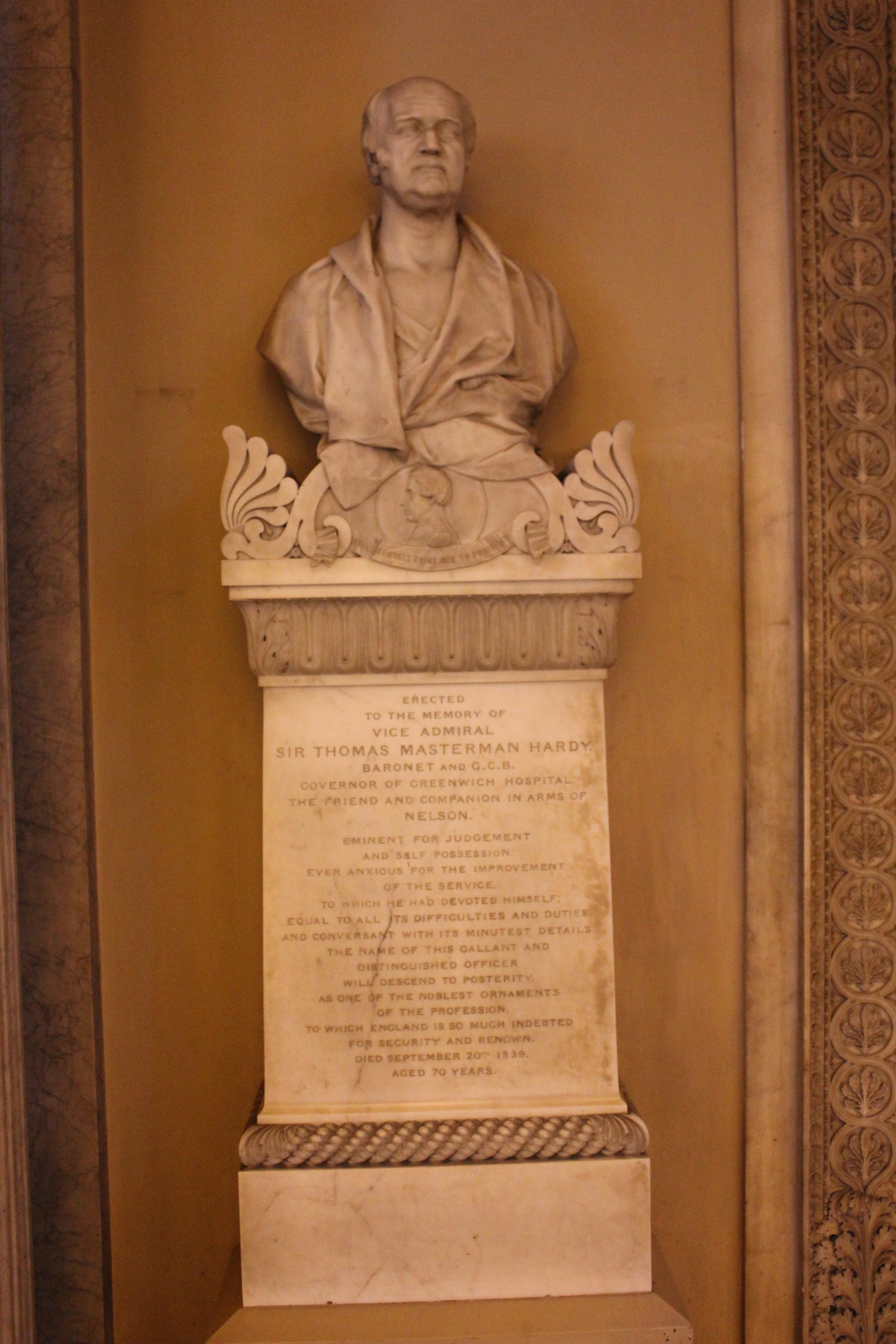
Gedenksteen aan Thomas Hardy, vervaardigd door William Behnes, in de kapel van het Greenwich's Old Royal Naval College.
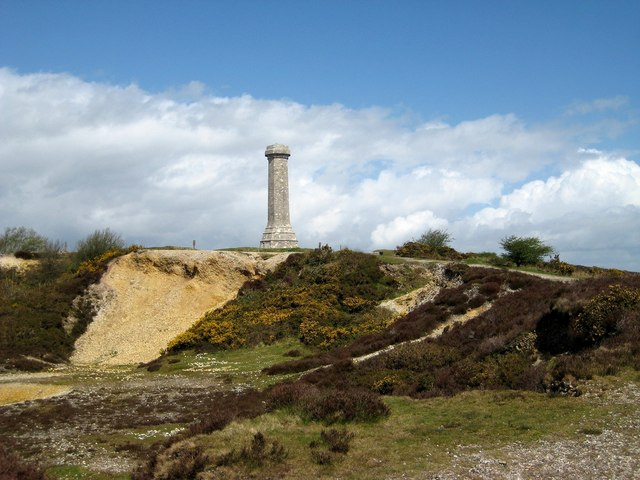
Hardy's monument op Black Down, Dorset.
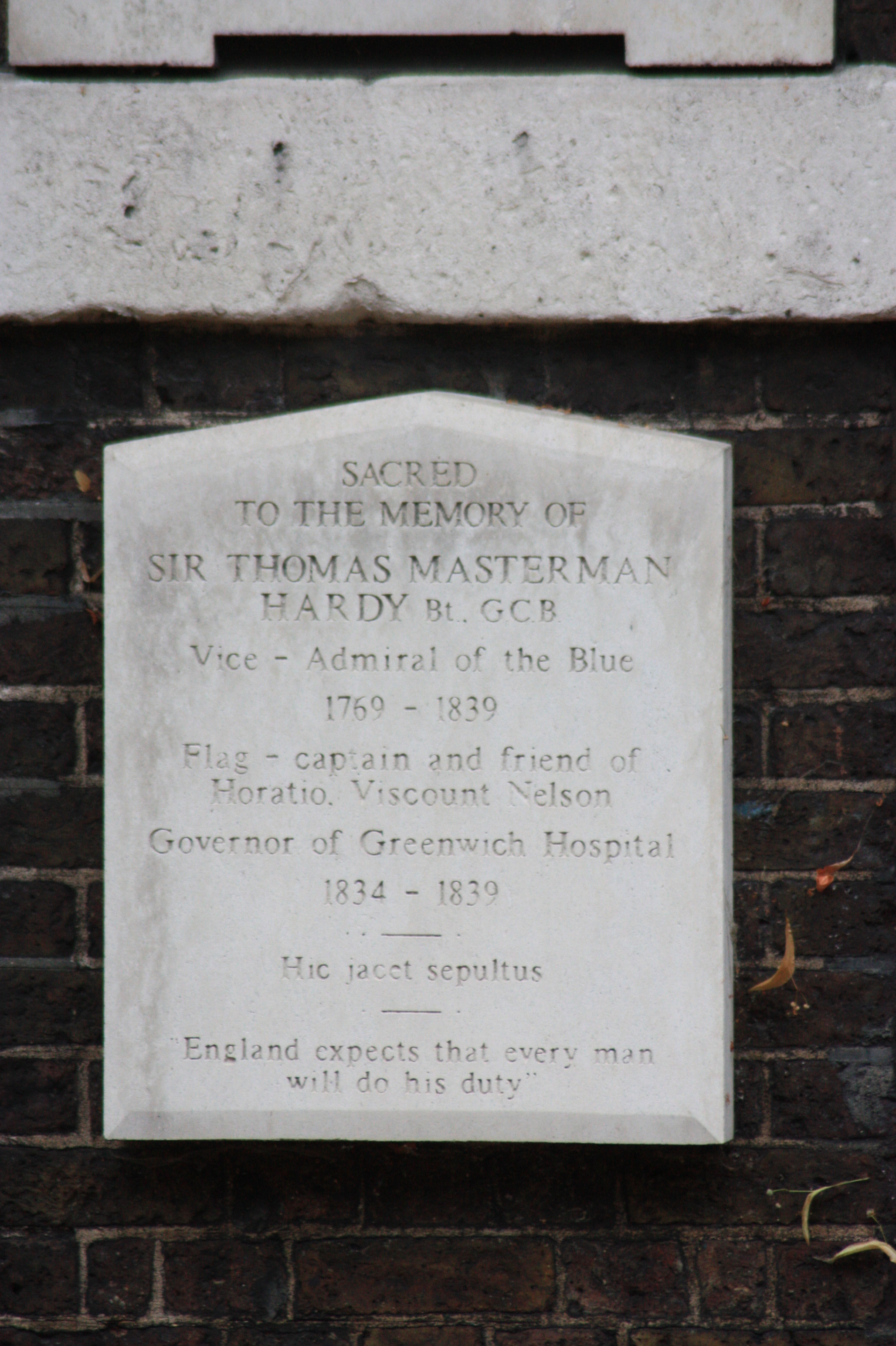
Grafsteen van Hardy op het Greenwich Hospital Cemetery.

## Geografische vernoemingen
- Naar Hardy werd Port Hardy vernoemd. Dat is een plek in de Canadese provincie Brits-Columbia, gelegen op Vancouvereiland.
- Ook de Hardy Cove werd naar hem genoemd. Dit is een inham op Greenwicheiland, gelegen voor de kust van Antarctica, in de archipel van de Zuidelijke Shetlandeilanden.